# Ādaži
Ādaži (deutsch:  Neuermühlen) ist der Hauptort der gleichnamigen Gemeinde (Ādažu pagasts) und Distriktszentrum in Lettland, etwa 25 km nordöstlich des Zentrums der Hauptstadt Riga an der Gauja gelegen. Im Jahre 2018 zählte Ādaži 6724 Einwohner.

## Geschichte

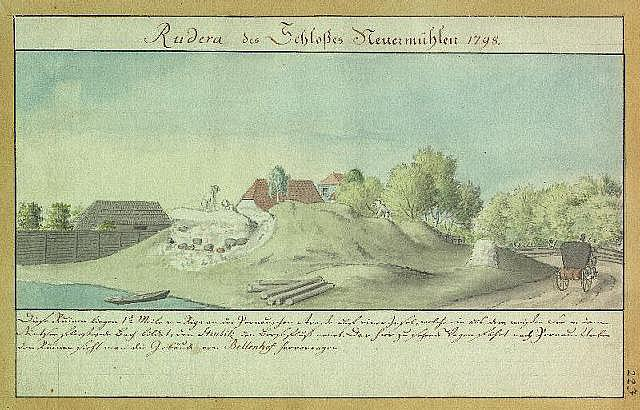
Schloss Neumühlen 1798

Das Schloss von Neuermühlen ist mindestens seit 1204 urkundlich erwähnt. Im Laufe der Zeit bildete sich um die Burg ein kleines Dorf und eine Kirche. Hier fand 1492 die Schlacht von Neuermühlen statt, in der sich der Deutsche Orden gegen die Bischöfe von Riga als Schutzmacht von Livland durchsetzen konnte. Während des Livländischen Krieges Anfang 1559 brannte die russische Zarenarmee die Mühle und das Schloss nieder. Nach Kriegsende 1586 wurde die Burg restauriert und hier fand ein Treffen der Livländischen Ritter statt. Während des polnisch-schwedischen Krieges (1600–1629) wurde die Burg erneut und im Zweiten Nordischen Krieges 1656 endgültig zerstört.
Die heutige Stadt Ādaži entstand um das Zentrum des ehemaligen Gauja-Hofs (Aahof) oder Gauja-Pļavas-Hofs, und der neuere Teil des Dorfes am rechten Ufer des Flusses Vējupe – um das Zentrum des Rembergi-Hofs (Ringenberg). Aahof befand sich auf dem alten Gebiet des Kirchspiels Neuermühlen, das das heutige Gebiet von Bukulti und Baltezers umfasste.
Dem starken Bevölkerungswachstum seit den 2000er Jahren entsprechend, wurden der Gemeinde Ādaži zum 1. Juli 2022 die Stadtrechte verliehen.

## Gegenwart
Heute befindet sich in Ādaži die größte Fabrik für Kartoffelchips in Lettland.
Im Waldgebiet bei Kadaga, nördlich von Ādaži, auf dem anderen Ufer der Gauja, unterhält die lettische Armee einen Truppenstandort. Dort ist seit dem 20. Juni 2017 ein Kontingent der NATO, die Forward Presence Battlegroup Latvia (LatBat), unter der Führung Kanadas, stationiert.

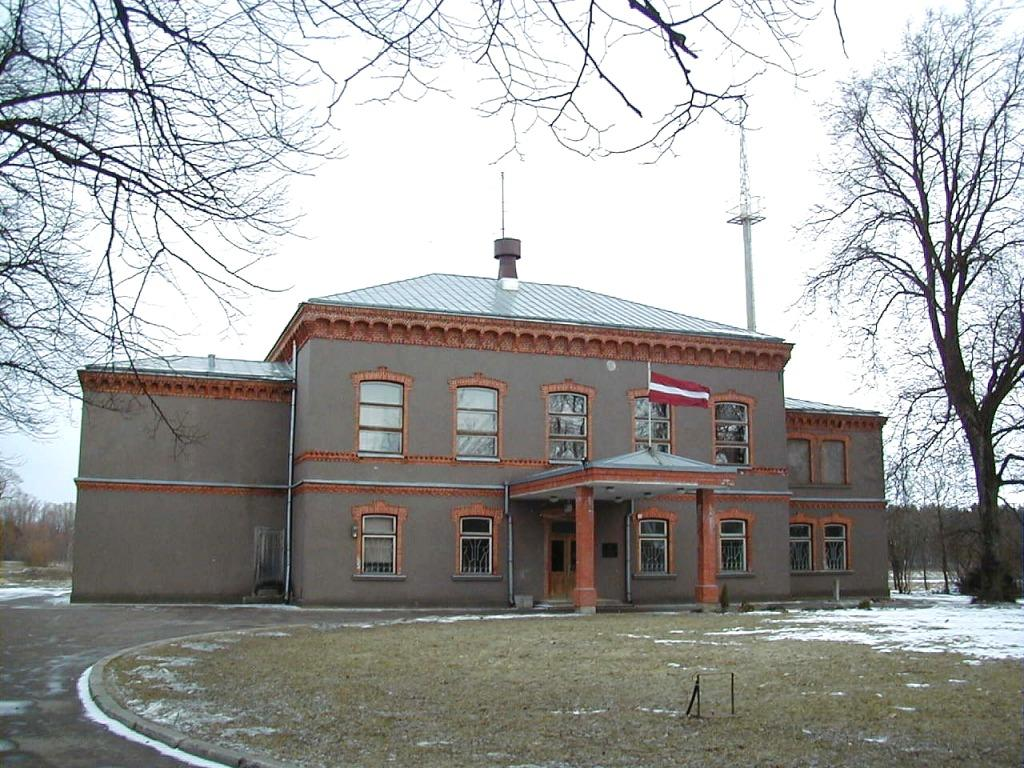
Gemeindeverwaltung Ādaži
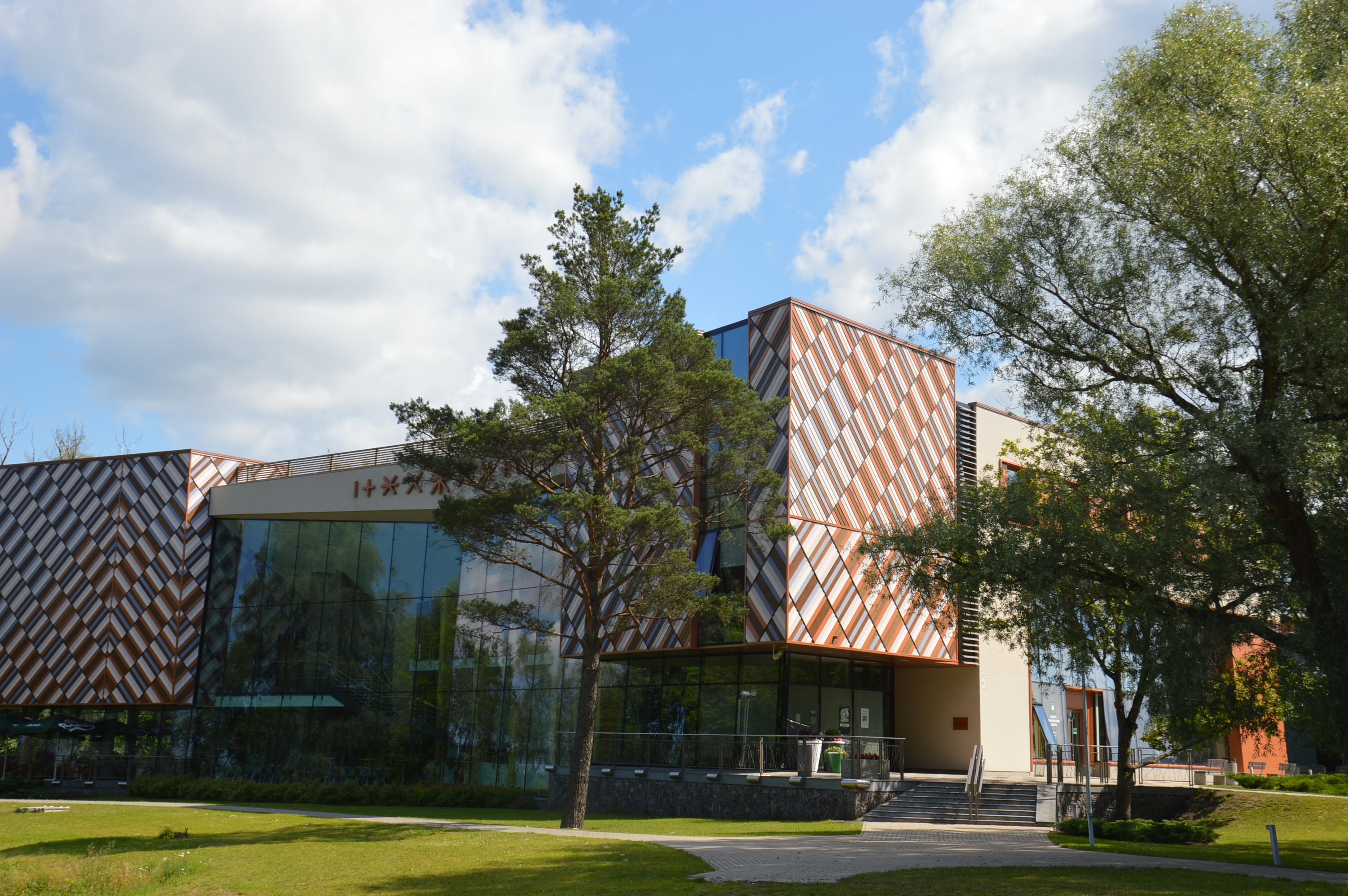
Kulturzentrum Ādaži
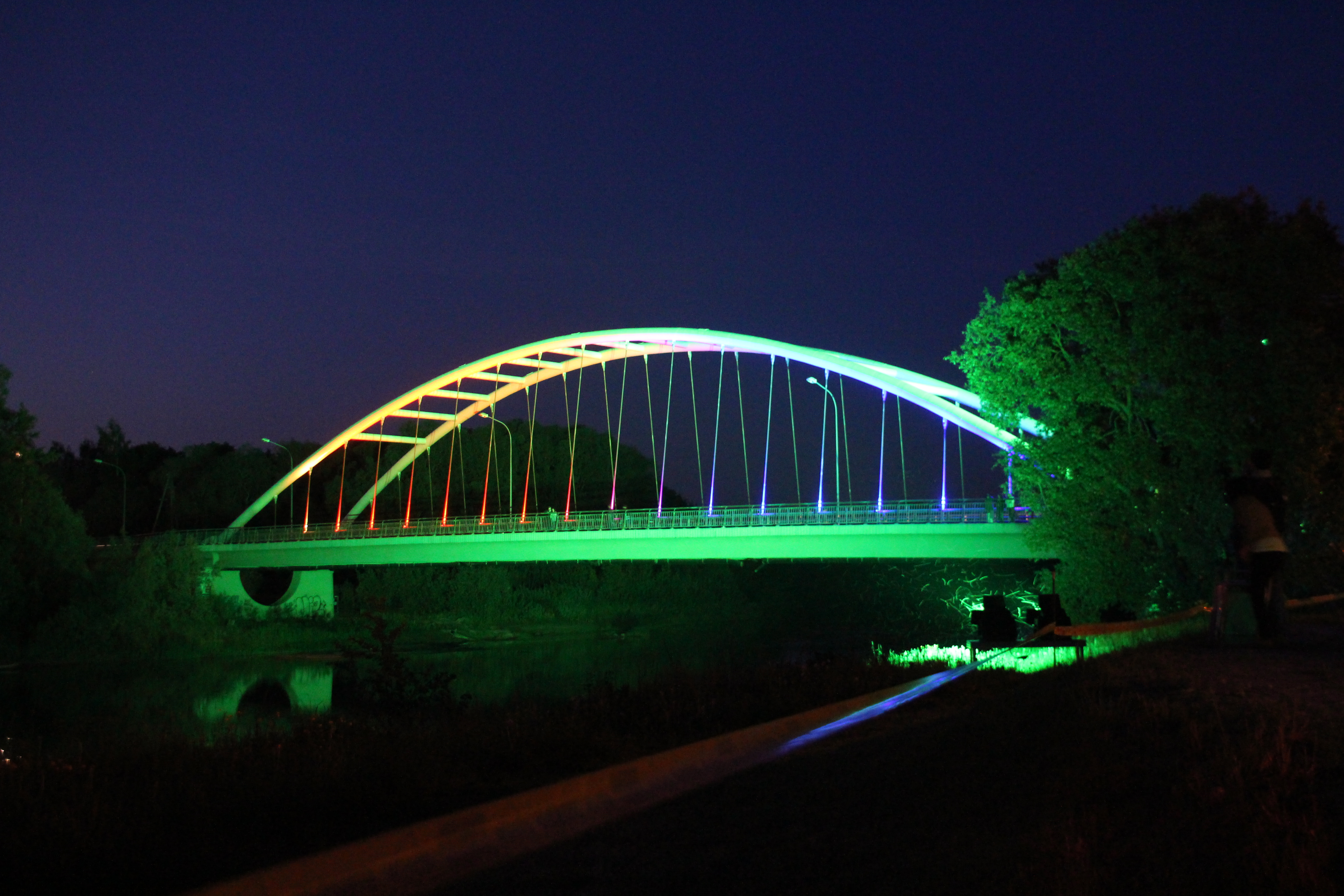
Brücke über die Gauja in Ādaži
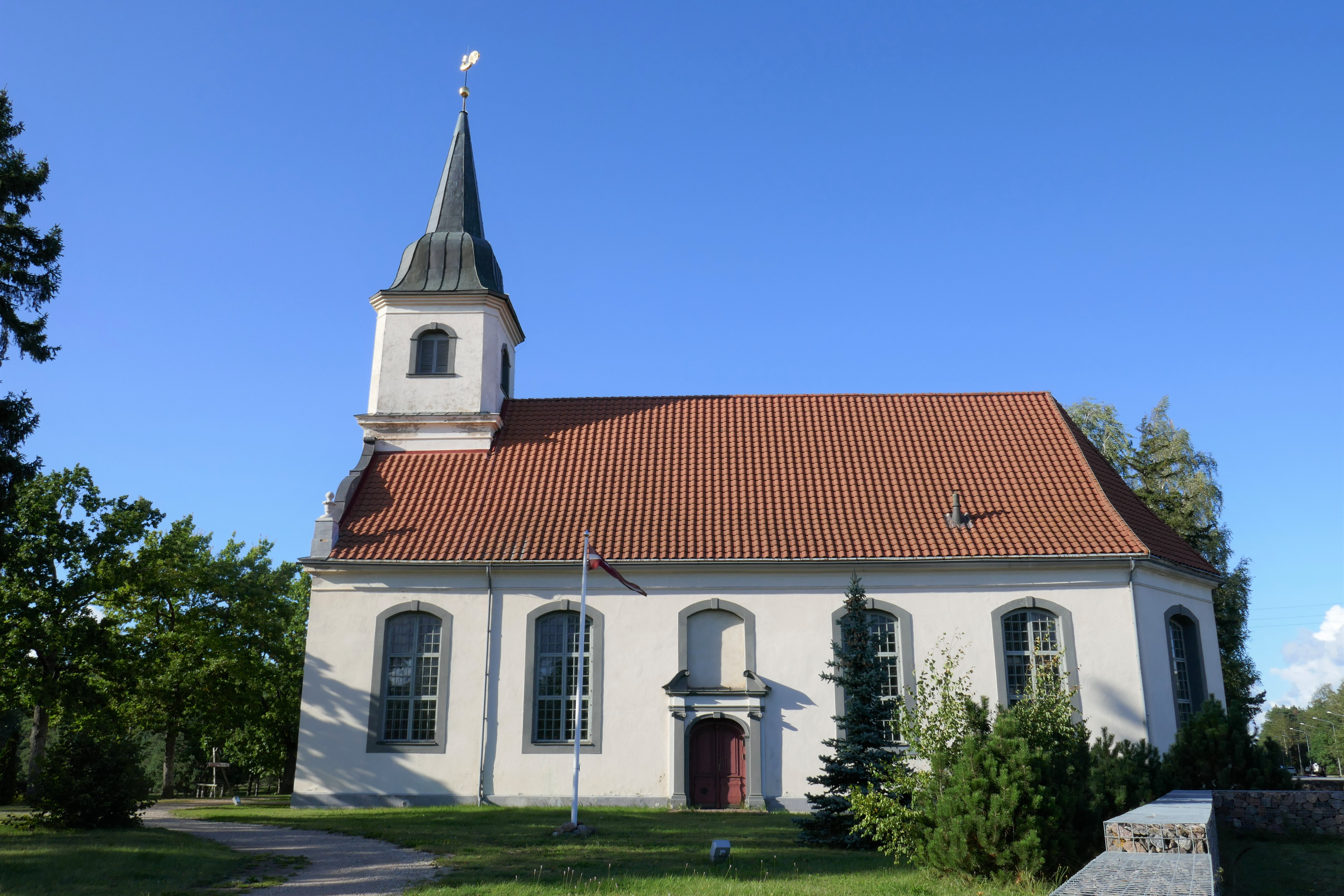
Lutherische Kirche in Baltezers (Gemeinde Ādaži), erbaut 1772

## Persönlichkeiten
- Balthasar Bergmann
- Gustav Bergmann (1749–1814), deutschbaltischer Pastor, Schriftsteller, Volksaufklärer und Arzt
- Liborius von Bergmann (1754–1823), deutschbaltischer Geistlicher
- John Friedrich Schilling (1816–1893), evangelisch-lutherischer Pastor
- Ferdinand Walter (1801–1869), deutschbaltischer evangelisch-lutherischer Theologe